# Buciara acmophora
Buciara acmophora là một loài bướm đêm trong họ Noctuidae.